# Orang-oetans
Orang-oetans of orang-oetangs (Pongo) zijn een geslacht van mensapen. Orang-oetans zijn momenteel alleen te vinden in de regenwouden van Borneo en Sumatra. De wetenschappelijke naam van de typesoort werd in 1760 als Simia pygmaeus gepubliceerd door Carl Linnaeus. Eerder, in 1758, gaf hij de naam Simia satyrus aan wat nu beschouwd wordt als een mengeling van chimpansee en Borneose orang-oetan, en die naam werd in 1929 op de lijst van niet te gebruiken namen geplaatst.

## Soorten
Het geslacht telt drie soorten: de Borneose orang-oetan (Pongo pygmaeus) , de Sumatraanse orang-oetan (Pongo abelii) en de pas in 2017 beschreven Pongo tapanuliensis. De twee eerstgenoemde werden tot het begin van de 21e eeuw als ondersoorten van dezelfde soort beschouwd. Op basis van onderzoek aan het DNA wordt nu verondersteld dat die beide soorten zo'n 400.000 jaar geleden uiteengingen.

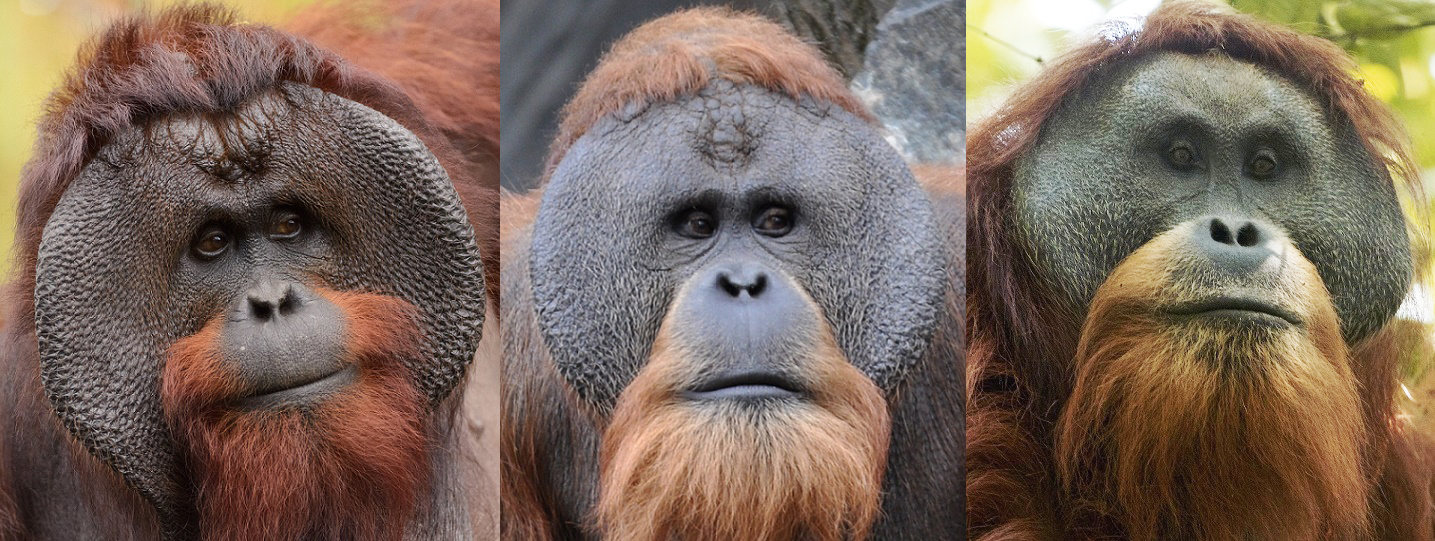
Volwassen mannetjes van de Borneose, Sumatraanse en Tapanuli-orang-oetan

Uit genomische vergelijkingen blijkt dat Pongo pygmaeus ongeveer 3,4 miljoen jaar geleden van de Sumatraanse orang-oetan-lijn splitste. Pongo tapanuliensis scheidde zich veel later, ongeveer 670.000 jaar geleden, van de Borneose orang-oetan. De orang-oetans zijn de enige overlevende soort van de subfamilie Ponginae, die ook verschillende andere soorten omvatte, zoals de drie uitgestorven soorten van het geslacht Gigantopithecus, waaronder de grootste bekende primaat, Gigantopithecus blacki. De voorouders van de Ponginae splitsten zich meer dan 14 miljoen jaar geleden van de belangrijkste aaplijn in Afrika, en verspreidden zich vervolgens naar Azië.

## Kenmerken
Een orang-oetan heeft een groot, omvangrijk lichaam, een dikke nek, zeer lange sterke armen, korte gebogen benen en geen staart. Hij heeft lang, roodbruin haar en een grijszwarte huid. Sumatraanse orang-oetans hebben dunnere en lichter gekleurde vachten. De orang-oetan heeft een groot hoofd met een prominent mondgebied. Hoewel het gezicht grotendeels haarloos is, kan er zich bij de mannetjes wat haar ontwikkelen, waardoor ze een snor krijgen. 
Volwassen mannetjes hebben grote wangplaten om hun dominantie aan andere mannetjes te tonen. De wangplaten zijn meestal gemaakt van vetweefsel en worden ondersteund door de spieren van het gezicht. Door de keelzakjes van oudere mannetjes kunnen ze een luide roep produceren, die vrouwen aantrekken en rivalen intimideren. Jongere mannen hebben deze kenmerken niet en lijken op volwassen vrouwtjes. De soort vertoont aanzienlijke seksuele dimorfie: vrouwtjes worden meestal 115 cm lang en wegen ongeveer 37 kg, terwijl volwassen mannen 137 cm lang zijn en 75 kg wegen. Een mannelijke orang-oetan heeft een spanwijdte van ongeveer 2 m.
Zoals in alle apen van de Oude Wereld zijn orang-oetanhanden vergelijkbaar met menselijke handen; ze hebben vier lange vingers, maar een dramatisch kortere opponeerbare duim voor een sterke greep voor als ze hoog in de bomen bewegen. De gewrichts- en peesopstelling in de handen van de orang-oetans heeft twee aanpassingen die belangrijk zijn voor boombeweging. De rustende configuratie van de vingers is gebogen, waardoor een ophangende haakgreep ontstaat. Bovendien kunnen de vingers (en handen), met de duim uit de weg, veilig rond objecten met een kleine diameter grijpen door de bovenkant van de vingers tegen de binnenkant van de palm, waardoor een dubbele vergrendeling ontstaat.
Hun voeten hebben vier lange tenen en een opponeerbare grote teen, dus orang-oetans kunnen dingen veilig grijpen met zowel hun handen als hun voeten. Zowel hun vingers als tenen zijn gebogen, waardoor ze een betere grip hebben op takken. Omdat hun heupgewrichten dezelfde flexibiliteit hebben als hun schouder- en armgewrichten, hebben orang-oetans minder beperkingen in de bewegingen van hun benen dan mensen.
In tegenstelling tot gorilla's en chimpansees zijn orang-oetans geen echte knokkellopers, maar in plaats daarvan vuistwandelaars. Wandelaars gebruiken een meer ontspannen open hand met de middelste segmenten van de vingers die de grond vegen, terwijl het lopen van de vuist gebeurt met een meer gegrepen vuist zodat de dichtstbijzijnde vingersegmenten (waarmee men zou kunnen slaan) de grond raken.

## Gedrag
Orang-oetans behoren tot de meest intelligente primaten; ze gebruiken een verscheidenheid aan geavanceerde gereedschappen en bouwen elke nacht uitgebreide slaapnesten van takken en gebladerte. De apen zijn uitgebreid bestudeerd vanwege hun leervermogen. Er kunnen zelfs onderscheidende culturen zijn binnen populaties. Veldstudies van de apen werden ontwikkeld door de Canadese primatoloog Birutė Galdikas, die geldt als deskundige bij uitstek over orang-oetans. Zij schreef onder meer het boek The Neglected Ape (1996), samen met co-auteurs R.D. Nadler, N. Rosen, en Lori K. Sheeran en Orangutan Odyssey (1999) 
samen met Nancy Briggs en Karl Ammann. 
Bij de Sumatraanse orang-oetan Rakus werd in 2022 zelfs het gebruik vastgesteld van een brouwsel met de bladeren van een medicinale plant waarmee het dier zijn eigen wonden verzorgde. Weliswaar komt het wel meer voor dat mensapen bepaalde planten over lichaamsdelen wrijven om zo spierpijn tegen te gaan, maar het echt “medisch behandelen” van een wond op deze manier was nog nooit eerder geobserveerd in het wild.

## Leefwijze
Orang-oetans leven in primaire en oude secundaire bossen, met name plankwortelbossen en veenmoerasbossen. Ze zijn te vinden in bergachtige en in laagland gelegen moerassige gebieden. Sumatraanse orang-oetans leven op hoogten tot 1500 m, terwijl Borneose orang-oetans niet hoger dan 1000 m leven. Andere habitats die worden gebruikt door orang-oetans zijn graslanden, akkers, tuinen, jong secundair bos en ondiepe meren. Orang-oetans zijn de meest boombewonende van de grote apen en brengen bijna al hun tijd door in de bomen. Het grootste deel van de dag wordt besteed aan eten, rusten en reizen. Ze beginnen de dag gedurende 2-3 uur 's ochtends. Ze rusten 's middags en reizen dan in de late namiddag. 's Avonds bereiden ze hun nesten voor op de nacht. Orang-oetans zwemmen niet, hoewel ze zijn waargenomen als wadend in water. De belangrijkste roofdieren van orang-oetans zijn tijgers. Andere roofdieren zijn nevelpanters, wilde honden en krokodillen. De afwezigheid van tijgers op Borneo kan verklaren waarom Borneose orang-oetans vaker op de grond te vinden zijn dan hun Sumatraanse familieleden.
Orang-oetans zijn de meest solitaire van de grote apen, met sociale banden die voornamelijk optreden tussen moeders en hun afhankelijke nakomelingen, die de eerste acht jaar bij elkaar blijven.
Ze kunnen meer dan 30 jaar in het wild en in gevangenschap leven.

### Dieet
Hoewel orang-oetans bladeren, scheuten en zelfs vogeleieren kunnen consumeren, is fruit het belangrijkste onderdeel van hun dieet. Orang-oetans zijn opportunistische eters en hun voedingspatroon varieert aanzienlijk van maand tot maand. Fruit maakt 65-90% uit van het orang-oetandieet, en die met suikerachtige of vette pulp hebben de voorkeur. Vijgen worden vaak gegeten en zijn gemakkelijk te plukken en te verteren. Laagland plankwortelbossen hebben de voorkeur van orang-oetans vanwege hun overvloedige fruit. Borneose orang-oetans consumeren ten minste 317 verschillende voedselproducten, waaronder jonge bladeren, scheuten, schors, insecten, honing en vogeleieren. Orang-oetans op Sumatra eten af en toe plompe lori's. Een tien jaar durende studie van urine en fecale monsters in het Gunung Palung Orangutan Project in West-Kalimantan heeft aangetoond dat orang-oetans tijdens en na het hoogfruitseizoen (hoewel niet elk jaar) bevallen, tijdens welke ze in overvloed verschillende soorten fruit consumeren tot 11.000 calorieën per dag. In het seizoen met weinig fruit eten ze naast fruit ook schors en bladeren, met een dagelijkse inname van slechts 2000 calorieën. Samen met een lange lactatieperiode hebben orang-oetans ook een lang geboorte-interval. Orang-oetans worden verondersteld de enige fruitverspreider te zijn voor sommige plantensoorten, waaronder de klimplant Strychnos ignatii, die de giftige alkaloïde strychnine bevat. Het lijkt geen effect te hebben op orang-oetans, behalve overmatige speekselproductie. Geofagie, het eten van grond of gesteente, is waargenomen bij orang-oetans. Er zijn drie hoofdredenen voor dit voedingsgedrag: voor de toevoeging van minerale voedingsstoffen aan hun dieet; voor de inname van kleimineralen die giftige stoffen kunnen absorberen; of om een aandoening zoals diarree te behandelen. Orang-oetans gebruiken ook planten van het geslacht Commelina als ontstekingsremmende balsem.

### Nest
Orang-oetans maken elke dag een nieuw nest om te slapen, waarbij ze blijk geven van een goed bouwkundig inzicht. Dit moet ook wel, aangezien mannetjes 80 kg kunnen wegen en het nest zich op een hoogte van 30 m kan bevinden. Een nest wordt in vijf à zes minuten gebouwd. Bij het zoeken naar geschikt bouwmateriaal kiezen ze doelbewust voor verschillende soorten takken: dikke takken voor stevigheid, dunne takken voor veerkracht en takken met bladeren voor de zachtheid. Zo bleek het nest in het centrum buigzamer dan aan de randen, wat het nest extra comfortabel en veilig maakt.

## Verspreiding
Het geslacht Pongo komt voor op Borneo en Sumatra. De Borneose orang-oetan (P. pygmaeus) leeft op Borneo en de Sumatraanse orang-oetan (P. abelii) en Tapanuliorang-oetan (P. tapanuliensis) leven (gescheiden) op Sumatra.

## Bedreiging
Alle drie de orang-oetansoorten worden als ernstig bedreigd beschouwd. Menselijke activiteiten hebben ernstige dalingen in populaties en kleiner en verspreider worden van leefgebied veroorzaakt. Het verspreidingsgebied van de orang-oetans is de afgelopen jaren sterk afgenomen door ontbossing en houtkap (als gevolg van de teelt van palmolie), mijnbouw en bosbranden. Ook worden illegaal jonge orang-oetans gevangen om als huisdier te worden verkocht. Meestal schieten de jagers de moeder dood om het jong te kunnen vangen. De Borneose orang-oetan is daardoor bedreigd en de Sumatraanse orang-oetan is met uitsterven bedreigd. Van de derde soort, de Tapanuli-orang-oetan, werd in 2017 vastgesteld dat er ongeveer 800 individuen leven in het Tapanuli-gebied.
Verschillende organisaties voor natuurbehoud en revalidatie zijn toegewijd aan het overleven van orang-oetans in het wild. Een belangrijke woordvoerder van de strijd voor het behoud van deze primaten is Willie Smits.

## Naamgeving
De naam orang-oetan is afkomstig van het Maleise Orang Hutan, dat bosmens betekent. Tegenwoordig schrijft men orangutan. De naam wordt buiten Indonesië wel afgekort tot orang, een woord dat in Indonesië mens betekent.

## Opvangcentra
In Indonesië zijn er vier opvangcentra op Kalimantan (het Indonesische gedeelte van Borneo) en is er één opvangcentrum op Sumatra.
Op Kalimantan zijn deze in Nationaal Park Tanjung Puting, Nationaal Park Sabangau, Kutai en Gunung Palung National Park. Op Sumatra is het opvangcentrum in het Nationaal Park Gunung Leuser.
In Maleisië zijn drie opvangcentra te vinden op het Maleisische gedeelte van Borneo: Semenggoh en Matang (beide in Sarawak), en Sepilok in Sabah.

## Taxonomie
- Geslacht: Pongo (Orang-oetans) (3 soorten)
  - Soort: Pongo abelii – Sumatraanse orang-oetan
  - Soort: Pongo pygmaeus – Borneose orang-oetan
  -  Soort: Pongo tapanuliensis – Tapanuli-orang-oetan

## Indeling van de mensapen
|  | Sumatraanse orang-oetan (Pongo abelii) |
|  | |
|  | \| \| Tapanuli-orang-oetan (Pongo tapanuliensis) \| \| \| \| \| \| Borneose orang-oetan (Pongo pygmaeus), twee of drie ondersoorten \| \| \| \| |
|  | |
|  | Tapanuli-orang-oetan (Pongo tapanuliensis) |
|  | |
|  | Borneose orang-oetan (Pongo pygmaeus), twee of drie ondersoorten                                                                                |
|  | |

|  | Tapanuli-orang-oetan (Pongo tapanuliensis)                       |
|  |                                                                  |
|  | Borneose orang-oetan (Pongo pygmaeus), twee of drie ondersoorten |
|  |                                                                  |

|  | westelijke laaglandgorilla |
|  |                            |
|  | Cross Rivergorilla         |
|  |                            |

|  | oostelijke laaglandgorilla |
|  |                            |
|  | berggorilla                |
|  |                            |

|  | westelijke laaglandgorilla |
|  |                            |
|  | Cross Rivergorilla         |
|  |                            |

|  | oostelijke laaglandgorilla |
|  |                            |
|  | berggorilla                |
|  |                            |

| Chimpansees (Pan) | \| \| chimpansee (Pan troglodytes) \| \| \| \| \| \| bonobo of dwergchimpansee (Pan paniscus) \| \| \| \| |
|                   | \| \| chimpansee (Pan troglodytes) \| \| \| \| \| \| bonobo of dwergchimpansee (Pan paniscus) \| \| \| \| |
| Mensen (Homo)     | Mens (Homo sapiens)                                                                                       |
|                   | Mens (Homo sapiens)                                                                                       |
|                   | chimpansee (Pan troglodytes)                                                                              |
|                   | |
|                   | bonobo of dwergchimpansee (Pan paniscus)                                                                  |
|                   | |

|  | chimpansee (Pan troglodytes)             |
|  |                                          |
|  | bonobo of dwergchimpansee (Pan paniscus) |
|  |                                          |

|  | westelijke laaglandgorilla |
|  |                            |
|  | Cross Rivergorilla         |
|  |                            |

|  | oostelijke laaglandgorilla |
|  |                            |
|  | berggorilla                |
|  |                            |

|  | westelijke laaglandgorilla |
|  |                            |
|  | Cross Rivergorilla         |
|  |                            |

|  | oostelijke laaglandgorilla |
|  |                            |
|  | berggorilla                |
|  |                            |

| Chimpansees (Pan) | \| \| chimpansee (Pan troglodytes) \| \| \| \| \| \| bonobo of dwergchimpansee (Pan paniscus) \| \| \| \| |
|                   | \| \| chimpansee (Pan troglodytes) \| \| \| \| \| \| bonobo of dwergchimpansee (Pan paniscus) \| \| \| \| |
| Mensen (Homo)     | Mens (Homo sapiens)                                                                                       |
|                   | Mens (Homo sapiens)                                                                                       |
|                   | chimpansee (Pan troglodytes)                                                                              |
|                   | |
|                   | bonobo of dwergchimpansee (Pan paniscus)                                                                  |
|                   | |

|  | chimpansee (Pan troglodytes)             |
|  |                                          |
|  | bonobo of dwergchimpansee (Pan paniscus) |
|  |                                          |

|  | Sumatraanse orang-oetan (Pongo abelii) |
|  | |
|  | \| \| Tapanuli-orang-oetan (Pongo tapanuliensis) \| \| \| \| \| \| Borneose orang-oetan (Pongo pygmaeus), twee of drie ondersoorten \| \| \| \| |
|  | |
|  | Tapanuli-orang-oetan (Pongo tapanuliensis) |
|  | |
|  | Borneose orang-oetan (Pongo pygmaeus), twee of drie ondersoorten                                                                                |
|  | |

|  | Tapanuli-orang-oetan (Pongo tapanuliensis)                       |
|  |                                                                  |
|  | Borneose orang-oetan (Pongo pygmaeus), twee of drie ondersoorten |
|  |                                                                  |

|  | westelijke laaglandgorilla |
|  |                            |
|  | Cross Rivergorilla         |
|  |                            |

|  | oostelijke laaglandgorilla |
|  |                            |
|  | berggorilla                |
|  |                            |

|  | westelijke laaglandgorilla |
|  |                            |
|  | Cross Rivergorilla         |
|  |                            |

|  | oostelijke laaglandgorilla |
|  |                            |
|  | berggorilla                |
|  |                            |

| Chimpansees (Pan) | \| \| chimpansee (Pan troglodytes) \| \| \| \| \| \| bonobo of dwergchimpansee (Pan paniscus) \| \| \| \| |
|                   | \| \| chimpansee (Pan troglodytes) \| \| \| \| \| \| bonobo of dwergchimpansee (Pan paniscus) \| \| \| \| |
| Mensen (Homo)     | Mens (Homo sapiens)                                                                                       |
|                   | Mens (Homo sapiens)                                                                                       |
|                   | chimpansee (Pan troglodytes)                                                                              |
|                   | |
|                   | bonobo of dwergchimpansee (Pan paniscus)                                                                  |
|                   | |

|  | chimpansee (Pan troglodytes)             |
|  |                                          |
|  | bonobo of dwergchimpansee (Pan paniscus) |
|  |                                          |

|  | westelijke laaglandgorilla |
|  |                            |
|  | Cross Rivergorilla         |
|  |                            |

|  | oostelijke laaglandgorilla |
|  |                            |
|  | berggorilla                |
|  |                            |

|  | westelijke laaglandgorilla |
|  |                            |
|  | Cross Rivergorilla         |
|  |                            |

|  | oostelijke laaglandgorilla |
|  |                            |
|  | berggorilla                |
|  |                            |

| Chimpansees (Pan) | \| \| chimpansee (Pan troglodytes) \| \| \| \| \| \| bonobo of dwergchimpansee (Pan paniscus) \| \| \| \| |
|                   | \| \| chimpansee (Pan troglodytes) \| \| \| \| \| \| bonobo of dwergchimpansee (Pan paniscus) \| \| \| \| |
| Mensen (Homo)     | Mens (Homo sapiens)                                                                                       |
|                   | Mens (Homo sapiens)                                                                                       |
|                   | chimpansee (Pan troglodytes)                                                                              |
|                   | |
|                   | bonobo of dwergchimpansee (Pan paniscus)                                                                  |
|                   | |

|  | chimpansee (Pan troglodytes)             |
|  |                                          |
|  | bonobo of dwergchimpansee (Pan paniscus) |
|  |                                          |

## Video
- Orang-oetans in Sepilok Orangutan Rehabilitation Center, Borneo, Maleisië